# Chloe Cowen
Pour les articles homonymes, voir Cowen.
Chloe Cowen, née le 8 juin 1973 à Newcastle upon Tyne, est une judokate britannique.

## Palmarès international en judo
| Championnats d’Europe | Championnats d’Europe | Championnats d’Europe |
| Année                 | Médaille              | Catégorie             |
| --------------------- | --------------------- | --------------------- |
| 1993                  | argent                | –66 kg                |
| 1997                  | argent                | –72 kg                |
| 1998                  | bronze                | –78 kg                |
| 1999                  | bronze                | –78 kg                |
| 2000                  | argent                | –78 kg                |